# Creu d’en Cobertella
Der 1964 unter Schutz gestellte und restaurierte Dolmen Creu d’en Cobertella östlich des Torre del Sasstre (Hügel), bei Roses an der Costa Brava in Katalonien in Spanien ist der größte Dolmen Kataloniens. Er war im Mittelalter unter den Namen Petra Coaperta oder Petra Cooperta bekannt. Creu bedeutet im Katalanischen Kreuz. Die Serra de l’Albera hat die größte Konzentration von megalithischen Denkmälern in Katalonien (110 Dolmen, 19 Menhire, 7 Steinkisten und eine neolithische Siedlung).
Er wurde 1943 und 1957 archäologisch untersucht. Die Steine der Megalithanlage bestehen aus Gneis mit Quarzeinschlüssen. Der antaähnliche Dolmen besteht aus einer trapezoiden Kammer mit sechs einwärts geneigten Tragsteinen und einem übergroßen Deckstein (5,6 × 4,1 m), die in den gleichgerichteten, ebenfalls trapezoiden Gang übergeht. Die Kammer wird von zwei eingewinkelten Seitensteinen begrenzt, deren rechter ersetzt wurde. Der Gang bestand aus neun Tragsteinen, von denen zwei und der einzige Deckstein vor der Kammer, welcher den Zugang wie ein Vordach überkragt, erhalten sind.
Der Dolmen ist etwa Nordwest-Südost-orientiert, mit Zugang im Süden. Die Kammer ist mit 3,8 × 3,2 m bei 2,5 m Höhe sehr geräumig. Der ausgegangene Grabhügel muss einen Durchmesser von 12 bis 13 m besessen haben. Er wird heute mit einer einen Meter hohen Plattform aus Trockenmauerwerk umgeben. Das Monument, in dem man menschliche Knochen und zerscherbte Keramik aus verschiedenen Epochen fand, wird auf etwa 3000 v. Chr. datiert. 
In der Nähe befindet sich der Dolmen Casa Cremada und die Menhire de la Casa Cremada.